# تامبوفکا (آستراخان)
تامبوفکا (به لاتین: Tambovka) یک منطقهٔ مسکونی در روسیه است که در استان آستراخان واقع شده‌است.